# Орлеанська діва (п'єса)
«Орлеанська діва» (нім. Die Jungfrau von Orleans) — драма Фрідріха Шиллера, присвячена історії Жанни д'Арк. Автор визначив її як «романтичну трагедію». Прем'єра п'єси відбулася 11 вересня 1801 року в Лейпцигу. За життя Шиллера «Орлеанська діва» входила в число найпопулярніших постановок. Драма була створена та опублікована в період веймарського класицизму і є  класичною драмою, яка за своєю формою виявляє риси подібності з творами романтизму.
Автором музики до п'єси став шведський композитор Юхан Август Седерман.
П'єса лягла в основу опер «Жанна д'Арк» Дж. Верді (1845) та Орлеанська діва (1881) П.І, Чайковського.

## Сюжет
У п'єсі вільно розповідається про життя Жанни д'Арк. Твір складається з прологу, в якому відбувається знайомство з головними персонажами, і п'яти дій, кожна з яких висвітлює важливу подію з життя головної героїні. До четвертої дії у п'єсі досить точно висвітлені історичні події, за винятком деяких незначних неточностей (кровопролиття Жанни у битві; перемир'я 1435 року у війні арманьяків і бургіньйонів у творі відбувається 1430 року). З того моменту сюжет п'єси повністю вільний. Жанна щадить у битві свого коханого англійця Ліонеля, вчинивши у таких спосіб злочин, за який, на її думку, має зазнати справедливого покарання. Коли у Реймсі її привселюдно звинувачують в чаклунстві, вона не захищається, за що її звільняють з французького двору та армії. Перебуваючи в англійському полоні, Жанна зі своєї в'язничної камери бачить битву, у якій французи рішуче зазнають поразки, проте вона звільняється і переломлює хід подій. Жанни д'Арк помирає зі здобуттям французами перемоги, відновивши свою честь і репутацію. 

## Переклади українською
- Шіллер Ф. Орлеанська діва ; пер. на укр. Є. Дроб’язка / Ф. Шіллер // Вибрані драматичні твори. – К. : Мистецтво, 1955. – С. 633–776.
- Шіллер Ф. Орлеанська діва. Романтична трагедія ; пер. на укр. І. Стешенка / Ф. Шіллер. – К. : Друк И. И. Чоколова, 1906. – 122 с.
- Шіллєр Ф. Орлеанська діва. Романтична трагедія ; пер. на малорус. яз. Е. Горницкій /Ф. Шіллер. – Львів : Накл. Т-ва ім. Шевченка, 1889. – 133 с